# Aetheorhiza bulbosa
Aetheorhiza bulbosa là một loài thực vật có hoa trong họ Cúc. Loài này được Carl Linnaeus mô tả khoa học đầu tiên năm 1753 dưới danh pháp Leontodon bulbosus. Năm 1827, Alexandre Henri Gabriel de Cassini chuyển nó sang thành loài duy nhất của chi Aetheorhiza là Aetheorhiza bulbosa.
Các nghiên cứu năm 2003, 2007 gợi ý rằng nó nên gộp vào chi Sonchus.

## Phân bố
Loài này là bản địa khu vực ven Địa Trung Hải (Albania, Algeria, Cyprus, Ai Cập, Pháp, Hy Lạp, Ireland, Italia, Liban, Syria, Libya, Maroc, Palestine, Bồ Đào Nha, Tây Ban Nha, Tunisia, Thổ Nhĩ Kỳ, Nam Tư cũ).

## Phân loài

### A bulbosasubsp.bulbosa
A. bulbosa subsp. bulbosa là phân loài nguyên chủng. Nó có các danh pháp đồng nghĩa như sau:
- Crepis bulbosa Tausch, 1828
- Hieracium bulbosum Willd., 1803
- Hieracium stoloniferum Viv., 1808
- Hieracium tuberosum Brot., 1804
- Intybus bulbosus Fr., 1828
- Prenanthes bulbosa DC., 1805
- Taraxacum bulbosum Rchb., 1831
- Troximon bulbosum Raf., 1817

Phân loài này có sự phân bố rộng khắp trong vùng bản địa của cả loài.

### A. bulbosasubsp.microcephala
A. bulbosa subsp. microcephala Rech.f., 1974 (đồng nghĩa: Sonchus bulbosus subsp. microcephalus (Rech.f.) N.Kilian & Greuter, 2003). Bản địa Cyprus, Hy Lạp, Liban, Syria, Thổ Nhĩ Kỳ.

### A. bulbosasubsp.willkommii
A bulbosa subsp. willkommii (Burnat & Barbey) Rech.f., 1974 có các danh pháp đồng nghĩa sau:
- Aetheorhiza bulbosa subsp. montana (Willk.) Gand., 1910
- Aetheorhiza montana Willk., 1875
- Crepis bulbosa f. willkommii (Burnat & Barbey) Knoche, 1922
- Crepis montana (Willk.) Marès & Vigin., 1880 nom. illeg.
- Crepis willkommii Burnat & Barbey, 1882
- Sonchus bulbosus subsp. willkomii (Burnat & Barbey) N.Kilian & Greuter, 2003
- Sonchus montanus (Willk.) Rosselló, 2007
- Sonchus willkommii (Burnat & Barbey) Rosselló & L.Sáez, 2008

Phân loài đặc hữu quần đảo Baleares (Tây Ban Nha).